# William Townsend Aiton
William Townsend Aiton (Kew, 1766 - 1849) fue un botánico de origen escocés.
Perfecciona una segunda y expandida edición de la obra de su padre William Aiton: Hortus Kewensis entre 1810 a 1813, catálogo de las spp. del Real Jardín Botánico de Kew. Aiton sucede a su padre en los Jardines de Kew, y es comisionado por Jorge IV para proyectar los jardines de Pavilion, Brighton y Buckingham.
En 1804, fue uno de los fundadores de la Real Sociedad de Horticultura.
- La abreviatura «W.T. Aiton» se emplea para indicar a William Townsend Aiton como autoridad en la descripción y clasificación científica de los vegetales.[1]